# 八木村 (兵庫県三原郡)
八木村（やぎむら）は、兵庫県三原郡にあった村。現在の南あわじ市八木各町にあたる。

## 地理
- 山岳：油谷山
- 河川：成相川

## 歴史
- 1889年（明治22年）4月1日 - 町村制の施行により、笶原村（やはらむら）・天野村・養宜村の区域をもって発足。
- 1955年（昭和30年）4月3日 - 榎列村・市村・神代村と合併して三原町が発足。同日八木村廃止。

## 交通

### 道路
- 国道28号